# Jeddi Mária
Jeddi Mária, 1984–92: Bocsi Tamásné (Miskolc, 1965. augusztus 19. – 2021. augusztus 13.) kétszeres EHF-kupagyőztes válogatott magyar kézilabdázó, átlövő.

## Pályafutása
Jeddi Rudolf és Csicsvári Mária gyermekeként született.
1979-ben egy általános iskolai mérkőzésen figyelt fel rá a Miskolci Spartacus edzője, aki leigazolta őt. 1981-től a Borsodi Bányász korosztályos csapatában szerepelt, majd 1982-ben lett az első csapat játékosa. 1988-tól a Debreceni MVSC együttesében folytatta, ahol három magyarkupa-győzelem mellett, 1994–95-ben és 1995–96-ban EHF-kupagyőztes lett a csapattal. A debreceni csapatnál összesen 12 idényt töltött. Közben egy évet a dán Virumnál és a székesfehérvári Cerbona SC-nél játszott. A debreceni együttesben 356 tétmérkőzésen 1492 gólt szerzett, ezzel harmadik a klub örökranglistáján.
1986 és 1994 között 65 alkalommal szerepelt a válogatottban és 146 gólt szerzett. 1986 és 1989, illetve 1992 és 1994 között volt válogatott kerettag. Tagja volt az 1992-es litvániai B-világbajnokságon győztes csapatnak.

## Sikerei, díjai
- EHF-kupa
  - győztes (2): 1994–95, 1995–96
  - döntős: 1993–94
- EHF-kupagyőztesek Európa-kupája
  - döntős: 1989–90, 1991–92
- Magyar bajnokság
  - 2. (5): 1988–89, 1989–90, 1993–94, 1994–95, 1995–96
  - 3. (2): 1990–91, 1992–93
- Magyar kupa
  - győztes: 1989, 1990, 1991
  - döntős: 1996
  - 3.: 1985